# Era pós-clássica

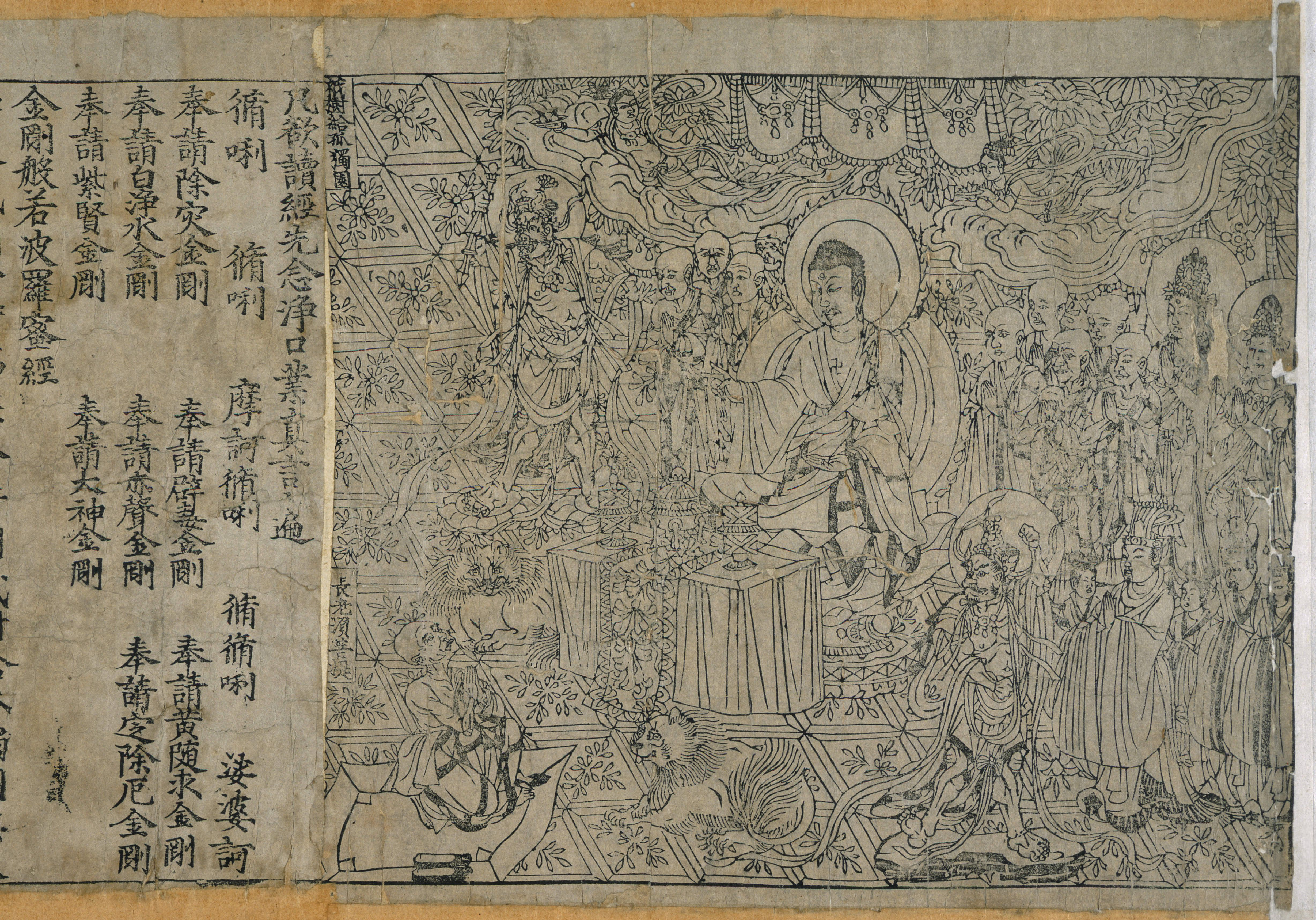
O Sutra do Diamante, de Dunhuang em China foi publicado em 868 DC sendo o primeiro livro impresso que usa técnicas de en. Esta imagem é a parte da frente do livro que foi importante na propagação do Budismo da Ásia Oriental (Budismo Mahayana). Os tempos pós-clássicos eram uma era de religião. Questões sobre a fé tiveram lugar no desenvolvimento de poder político e nas vidas pessoais da maior parte das pessoas em ambos os Velho e Novo Mundos. Regiões geográficas eram muitas vezes divididas com base na afiliação religiosa de um local.

Na história mundial, a era pós-clássica normalmente se refere ao período entre os anos 500 e 1500 DC (correspondendo à Idade Média da Europa). O período é caracterizado pelas expansões geográficas de civilizações e o desenvolvimento do comércio entre civilizações.
Na Ásia, a propagação do Islã criou um novo império e a idade de ouro islâmica efetuando comércio entre a Ásia, África e Europa, e avançando na ciência islâmica. Na Ásia Oriental, a China Imperial toma todo o estabelecimento do poder, o que influenciou as dinastias da Coreia, Vietnam e Japão. Religiões como o Budismo e o Neoconfucionismo se espalham na região. A pólvora foi desenvolvida na China durante a era pós-clássica. O Império Mongol conectou Europa e Ásia, criando um comércio seguro e estabilidade entre as dois regiões. A população mundial dobrou de 210 milhões em 500 D.C. para 461 milhões em 1500 DC, crescendo de forma constante com alguns declínios causados por eventos tais como a Praga de Justiniano, as conquistas e invasões mongóis e a Peste Negra.

## Historiografia

### Terminologia e periodização
A era pós-clássica é uma periodização usado por historiadores designando uma abordagem da história mundial à história, especificamente a escola desenvolvida durante o fim do século XX e o início do século XXI. Fora da história mundial, o termo é também às vezes usado para evitar pré-conceções por volta dos termos Idade Média, Medieval e a Idade das trevas (ver Medievalismo), no entanto, o uso do termo pós-clássico numa escala global é também problemático, e pode ser considerado eurocêntrico.
A época pós-clássica corresponde aproximadamente ao período entre 500 DC e 1450 DC. As datas do início e do fim podem variar dependendo da região, com o período começando no fim do período clássico anterior: Dinastia Han (acabando em 220 DC), Império Romano do Ocidente (em 476 DC), o Império Gupta (em 543 DC), e o Império Sassânida (em 651 DC).
O período pós-clássico é um dos cinco ou seis períodos principais usados por historiadores mundiais:
1. civilização primitiva,
2. sociedades clássicas,
3. pós-clássico,
4. moderno, e
5. contemporâneo (por vezes dividido em dois:  "Longo século XIX" e contemporâneo).[2]

Apesar de pós-clássico ser sinónimo da Idade Média na Europa Ocidental, o termo não é necessariamente um membro da periodização tripartite tradicional da história da Europa Ocidental em clássico, médio e moderno.

## Principais tendências
A era pós-clássica sofreu vários desenvolvimentos ou temas comuns. Houve a expansão e crescimento da civilização em novas áreas geográficas, a propagação das três principais religiões mundiais (Budismo, Cristianismo e Islão) e o período da rápida expansão do comércio e rede de comércio.

### Crescimento da civilização
Primeiro houve a expansão e o crescimento da civilização em novas áreas geográficas por Ásia, África, Europa, Mesoamérica, e o oeste da América do Sul. Porém, conforme notado por Peter Stearns, não houve tendências políticas globais comuns durante o período pós-clássico, pelo contrário, foi um período de estados não bem organizados e outros desenvolvimentos, mas nenhum padrão político comum surgiu. Na Ásia, a China continuou o seu histórico ciclo dinástico e tornou-se mais complexo, melhorando a burocracia. A criação dos Impérios Islâmicos estabeleceu um novo poder no Médio Oriente, África do norte e Ásia Central. A África criou os impérios Songai e Mali no oeste. A queda da civilização romana não só deixou um vácuo de poder no Mediterrâneo e Europa, como também forçou certas áreas a construir o que alguns historiadores poderiam chamar de novas civilizações.